# Interstate 19
Interstate 19 (afgekort I-19) is een Interstate Highway in de Verenigde Staten. De snelweg loopt slechts door één staat: Arizona. De I-19 begint in Nogales, bij de Mexicaans-Amerikaanse grens. Hier heeft de I-19 aansluiting op de Mexicaanse snelweg 15, die naar Mexico-Stad leidt. De weg eindigt in Tucson, waar de weg aansluiting heeft met de I-10. Het unieke aan deze snelweg is dat hij, in tegenstelling tot andere Interstate highways, afstanden in kilometers aangeeft en niet in mijlen. 

## Externe link

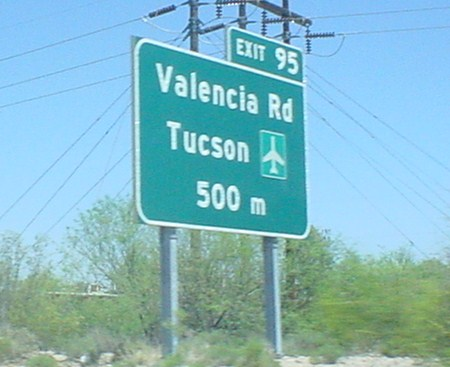
Borden langs de I-19 geven afstanden volgens het metrisch stelsel aan

## Belangrijke steden aan de I-19
Nogales - Tucson